# Budki (gmina Grabów)
Budki – wieś w Polsce, położona w województwie łódzkim, w powiecie łęczyckim, w gminie Grabów.
W latach 1975–1998 miejscowość administracyjnie należała do województwa konińskiego.